# HCL Notes
Pour les articles homonymes, voir Lotus.
HCL Notes est un logiciel de travail collaboratif, utilisé dans des entreprises ou des administrations pour gérer les projets, les courriels et les échanges d'informations autour d'une base commune. À l'origine nommé Lotus Notes, il est rebaptisé IBM Notes depuis la version 9, puis HCL Notes. Début décembre 2018, IBM a conclu un accord avec HCL Technologies pour la cession de cette activité. Le 1er juillet 2019, HCL Technologies, a confirmé la clôture officielle, fin juin 2019, de l'acquisition précédemment annoncée de certains produits IBM, dont Notes. Depuis la version 10, le logiciel s'appelle donc HCL Notes.

## Objectifs d'IBM Notes
- Faciliter le travail collaboratif entre utilisateurs.
- Permettre publication, et consultation des informations en local comme en itinérant au moyen de réplication sélective automatique. Sécurisation des données, respect et confidentialité des informations utilisées ou fournies sont fournies par différents degrés possibles de chiffrement. L'identité des utilisateurs est garantie par l'existence de certificats au sein du carnet d'adresse d'un domaine Notes, l'utilisateur disposant d'un fichier d'identification complétant son mot de passe et qu'utilise son client de messagerie ou de logiciel de groupe. Toutes les actions de modifications des utilisateurs sur les documents Notes sont actées (horodatées) par l'intégration au sein du document du « timbre d'identité » de l'utilisateur.

## Technologies liées
Le serveur d'application Domino comprend un serveur de pages Web, des serveurs POP3, IMAP et SMTP — pour la gestion de la messagerie —, un annuaire intégré, un agenda collectif, un gestionnaire de documents organisé en base (base documentaire). La structure de ces bases de données non relationnelles et les évènements interactifs qui lui sont associés sont programmables en langage Lotus script (du Visual Basic adapté), en langage de formules Lotus, en JavaScript ou en  Java.
Domino peut être couplé à d'autres produits IBM rajoutant de nouvelles fonctionnalités.
On peut citer parmi eux :
- Lotus QuickR : bibliothèques de contenu, espaces de travail virtuel, référentiels de contenu, gabarit d'application et Fils RSS/ATOM. Ce produit est une évolution du produit Quickplace qui apporte principalement la notion de connecteur permettant une intégration des bases QuickR dans l'explorateur de Windows et notamment dans les produits bureautiques. Les connecteurs permettent la lecture, la modification et/ou la réservation en écriture des documents stockés dans les bases QuickR ;
- Lotus Connections : permet de développer un réseau social d'entreprise. Recherche de personnes par expertise, envoi d'un message instantané, création de communauté thématique, liste de signets partagés, blog collaboratif et gestion d'activités communes ;
- Lotus Sametime: permet de communiquer (Messagerie instantanée) avec les collaborateurs et d'organiser des réunions. Celles-ci peuvent être diffusées ou interactives au moyen de la discussion en ligne, des fonctions audio et vidéo de l'ordinateur et par le biais de conférences téléphoniques (visioconférence). Sametime est basé sur le standard ouvert SIP/SIMPLE ;
- Lotus Domino.Doc : centralisation de documents, backoffice ;
- IBM Lotus Forms (en) : création et routage de formulaires Web ;
- IBM Lotus Notes Traveler (en) : socle sur terminaux mobiles, permettant l'accès aux fonctionnalités des produits Lotus ;
- Lotus Symphony - La suite bureautique professionnelle gratuite d'IBM basée sur openoffice ;
- Lotus Domino Designer - un environnement de développement destiné aux applications s'exécutant sous IBM Notes et Domino.

## Applications possibles
De nombreuses applications sont possibles à partir de ce logiciel. On peut en effet construire un Intranet uniquement à partir d'IBM Domino.
Il est également possible de créer des applications de groupware, par l'échange de documents entre les différents clients.
On peut surtout développer et héberger un site web sur le serveur Domino basé sur tous les documents à disposition du système.
Quand cet outil avait une relative notoriété dans le monde de l'entreprise (à la fin des années 1990), IBM affirmait que les entreprises pouvaient entièrement construire leur système d'information autour de cette plate-forme.

## IBM Domino et les entreprises
La première implémentation de Lotus Domino dans le monde de l'entreprise remonte à 1989, lorsque la société PricewaterhouseCoopers décide de l'utiliser pour la gestion de la messagerie de ses 10 000 collaborateurs. C'est un pari plutôt osé car à l'époque cette technologie est encore très récente et n'a jamais été mise en place au sein d'une entreprise.
Depuis, les exemples d'utilisation de ce logiciel sont nombreux, de Cegetel à EDF en passant par Michelin, Bull, la Fnac, Air France, Alstom, Alfa Laval, Steria, Valeo, Lafarge SA, LCL,Galeries Lafayette, Naval Group, BNP Paribas, World Vision, Vinci, Total, Caterpillar, Videotron, Caisses Desjardins, Réseau CNAVTS, Eurocopter, Benetton Group, Française des jeux, Bombardier aéronautique, SOPREMA, le Real Madrid, la Bibliothèque nationale de France, La Banque Postale.

## Les concurrents
Plusieurs sociétés ont au fil du temps emprunté le chemin des logiciels de travail collaboratif, en développant leurs propres outils. La première fut Microsoft ; elle développa néanmoins un outil moins riche en fonctionnalités.
Pendant de nombreuses années, le marché des logiciels collaboratifs se réduisait essentiellement à ces deux sociétés. Depuis peu, d'autres sociétés s'y intéressent ; on note parmi elles Oracle et Novell. Des solutions libres telles que Blue Mind, Zimbra, Open-XChange Server, Kolab ou  OBM ont vu le jour. Des solutions de Réseau social d'entreprise tel que Knowledge Plaza permettent également de récupérer des contenus de bases Notes et les revaloriser au sein d'environnements à l'ergonomie plus actuelle.
Ray Ozzie, un des créateurs de Lotus Notes, a créé une nouvelle startup après avoir quitté la société IBM/Lotus, dans le but de re-développer une nouvelle solution de travail collaboratif, baptisée Groove. Microsoft ayant injecté de grosses sommes d'argent au début des années 2000, on aurait pu croire à un « Notes killer » ; cinq années plus tard, ce n'est pas le cas. Toutefois, Groove a été racheté par Microsoft et rebaptisé « Microsoft Office Groove » lorsque ses fonctionnalités ont été intégrées dans la suite bureautique Microsoft Office. Dans Microsoft Office 2010, Groove a été renommé Microsoft SharePoint Workspace 2010. Il disparait en 2013.

## IBM Domino en chiffres
- À la fin des années 1990, Lotus Domino occupait 50 % des parts de marché contre 25 % pour Microsoft Exchange.
- En 2009, Lotus Domino s'accordait entre 37,7 % et 42 % des solutions de messagerie en entreprise, contre 48 % à 52 % pour les solutions Microsoft[6]

Gartner évalue en 2010 les utilisateurs quotidiens mondiaux entre 150 et 192 millions de personnes,.
Début décembre 2018, IBM a conclu un accord avec HCL Technologies pour la cession de cette activité.

## Versions
| Sortie     | Date             | Info |
| ---------- | ---------------- | --- |
| 1          | 1989             | Clients : MS/DOS 3.1 ou OS/2. Le serveur Notes fonctionne sur MS/DOS 3.1, MS/DOS 4.0. |
| 2          | 1991             | Réorganisation du code : Le logiciel prévu initialement pour des petites et moyenne entreprises (25 postes connectés en simultanés sur un serveur) nécessite le support de 10 000 utilisateurs ! |
| 3          | mai 1993         | Nombreuses améliorations sur le client Windows. Client Mac/OS ajouté ainsi que le protocole AppleTalk. |
| 4          | janvier 1996     | |
| 4.5        | décembre 1996    | Serveur renommé en "Domino". Ajout des protocoles HTTP server. POP3 server. Support des clients CC:MAIL. Support Calendrier & Planification. Introduction Java support. En 1996, IBM passe un accord avec la NSA, ainsi IBM donne 24 des 64 bits de la clé de chiffrement de Lotus Notes. Dans la même source, on note que la version française n'utilisait qu'une clé de 40 bits pour le chiffrement pour respecter la loi française. |
| 5          | 1999             | Changement de l'interface du client Lotus Notes. Modification de l'agent SMTP. Amélioration drastique du serveur HTTP. |
| 6          | septembre 2002   | Ajout de Domino Web Access. Abandon du support OS/2. |
| 7          | août 2005        | Ajout du SGBD IBM DB2. |
| 8          | août 2007        | Serveurs : Windows, Linux, Solaris, AIX. Clients disponibles : Linux et Windows XP/Vista. |
| 8.5        | décembre 2008    | Serveur : MS Windows Serveur 2008. Client : MacOs. Domino Designer est porté sur l'EDI Eclipse. Introduction au framework XPages. Performances améliorées en espace disque et vitesse. |
| 8.5.3      | décembre 2011    | |
| 8.5.3 FP4  | avril 2013       | Correction de bugs. |
| 9.0        | 21 mars 2013     | Abandon de la marque Lotus. Nouveau thème pour l'interface utilisateur. Ajout de nouvelles fonctionnalités. |
| 9.0.1      | 29 octobre 2013  | Correction de bugs. |
| 9.0.1 FP1  | 16 avril 2014    | Correction de bugs. |
| 9.0.1 FP2  | 20 août 2014     | Correction de bugs. |
| 9.0.1 FP3  | 21 janvier 2015  | Correction de bugs. |
| 9.0.1 FP10 | 30 janvier 2018  | Correction de bugs. |
| 10.0       | 10 octobre 2018  | Workspace remanié. Choix de la couleur dominante pour le thème de l'interface. Nouveaux looks pour les boutons et les champs de type date. Meilleure compatibilité avec les tablettes tactiles Windows. Possibilité de cacher le navigateur de gauche. Possibilité d'envoi différé des courriels. Possibilité pour un invité d'un meeting d'inviter une tierce personne. Couleur par 'chair' dans le calendrier. Correction de bugs.   |
| 10.0.1     | 18 décembre 2018 | Client aussi disponible pour macOS |
| 10.0.1 FP1 | 30 mars 2019     | Correction de bugs |
| 10.0.1 FP2 | 3 juin 2019      | Correction de bugs |
| 11         | décembre 2019    | version majeure |
| 12         | 7 juin 2021      | version majeure, HCL nomad web parmi les nouveautés |